# Agrofirma Tērvete
Agrofirma Tērvete — акционерное общество, занимающееся животноводством, растениеводством, а также пивоварением. Компания производит четыре сорта пива — «Tērvetes alus Oriģinālais», «Tērvetes alus Tērvete», «Tērvetes alus Senču» и «Tērvetes alus Zemgale» — и производит 230 тысяч декалитров пива в год.
Также на предприятии действует одна из крупнейших молочных ферм Латвии с поголовьем стада приближающимся к 2 тысячам голов.
Хозяйственная деятельность многопрофильного предприятия построена как сельскохозяйственное производство замкнутого цикла, где все отрасли дополняют друг друга. Предприятие не только проводит реконструкцию действующих линий, но и строит хозяйственные единицы и построило собственную электростанцию для производства электроэнергии.
Историю сельскохозяйственное предприятие берёт от колхоза «Тервете», основанного в 1947 году. После восстановления независимости Латвии в 1992 году колхоз был приватизирован путём создания акционерного общества. В 1998 году оно стало акционерным обществом «Agrofirma Tērvete».